# Sadájatana
Sadájatana (szanszkrit) vagy salájatana (páli) a hat érzékterület (páli, szanszkrit: ájatana), ami az érzékszerveket és azok tárgyait jelenti. Ezek a következők:
1. szem és látás
2. fül és hallás
3. orr és szaglás
4. nyelv és ízlelés
5. bőr és tapintás
6. tudat és gondolkodás

## Kapcsolódó buddhista fogalmak
A sadájatana a Pratitja-Szamutpada (függő keletkezés)  12 nidánája közül az ötödik láncszem, valamint a bhavacsakra (létkerék) ötödik helyén van. A hat érzékterület függ a  név-és-formától (név és forma), anélkül nem létezne.
"Az észlelés kapui a név-és-forma függvényében keletkeznek".
A hat érzékszervtől függ az oksági lánc következő láncszeme a "kapcsolat" (Szparsa).

## Bibliográfia
- Bhikkhu Bodhi (ford.) (2000). The Connected Discourses of the Buddha: A Translation of the Samyutta Nikaya. Boston: Wisdom Publications. ISBN 0-86171-331-1.
- Kohn, Michael H. (ford.) (1991). The Shambhala Dictionary of Buddhism and Zen. Boston:Shambhala. ISBN 0-87773-520-4.
- Thomas William Rhys Davids és William Stede (1921-5). The Pali Text Society’s Pali–English Dictionary. Chipstead: Pali Text Society. Általános keresőmotor itt: Dsal.uchicago.edu